# 市中区 (済寧市)
市中区（しちゅう-く）は中華人民共和国山東省済寧市にかつてあった市轄区。済寧市人民政府所在地であった。2013年に任城区と合併した。

## 行政区画
下部に8街道弁事処、1鎮および経済開発区を管轄していた。
- 街道: 阜橋街道、古槐街道、済陽街道、越河街道、観音閣街道、南苑街道、安居街道、唐口街道
- 鎮：喩屯鎮
- 経済開発区